# Mahanaim
Mahanaïm is een Bijbelse naam. Hoewel hij minder bekend is, komt deze plaatsnaam toch 26 keer voor in de bijbel. Mahanaïm is een Hebreeuwse meervoudsvorm en betekent twee heerscharen, twee kampen, legers of dubbel leger. Twee legers engelen om Jakob tussen beide te laten passeren, of omdat er een leger was, bestaande uit engelen, en een ander, bestaande uit Jakobs huisgezin. Op die plaats ontstond de stad genaamd Mahanaïm, Joz. 13:26, en Joz. 21:38. Over de exacte locatie wordt gediscussieerd. Wel gaat men ervan uit dat Mahanaïm zich aan de rivier de Jabbok bevindt.

## Personen en instanties
Als persoonsnaam komt Mahanaïm niet zo vaak voor. Veel kerken of kerkelijke organisaties noemen zich Mahanaïm, met name in Zuid-Amerikaanse landen en Azië, maar ook in het Russisch komt de naam voor.

## Plaatsen
In Israël heet een luchthaven Mahanaim Ben Yaakov Airport gelegen aan kibboets Mahanaim.